# Friedrich Bernhard Störzner

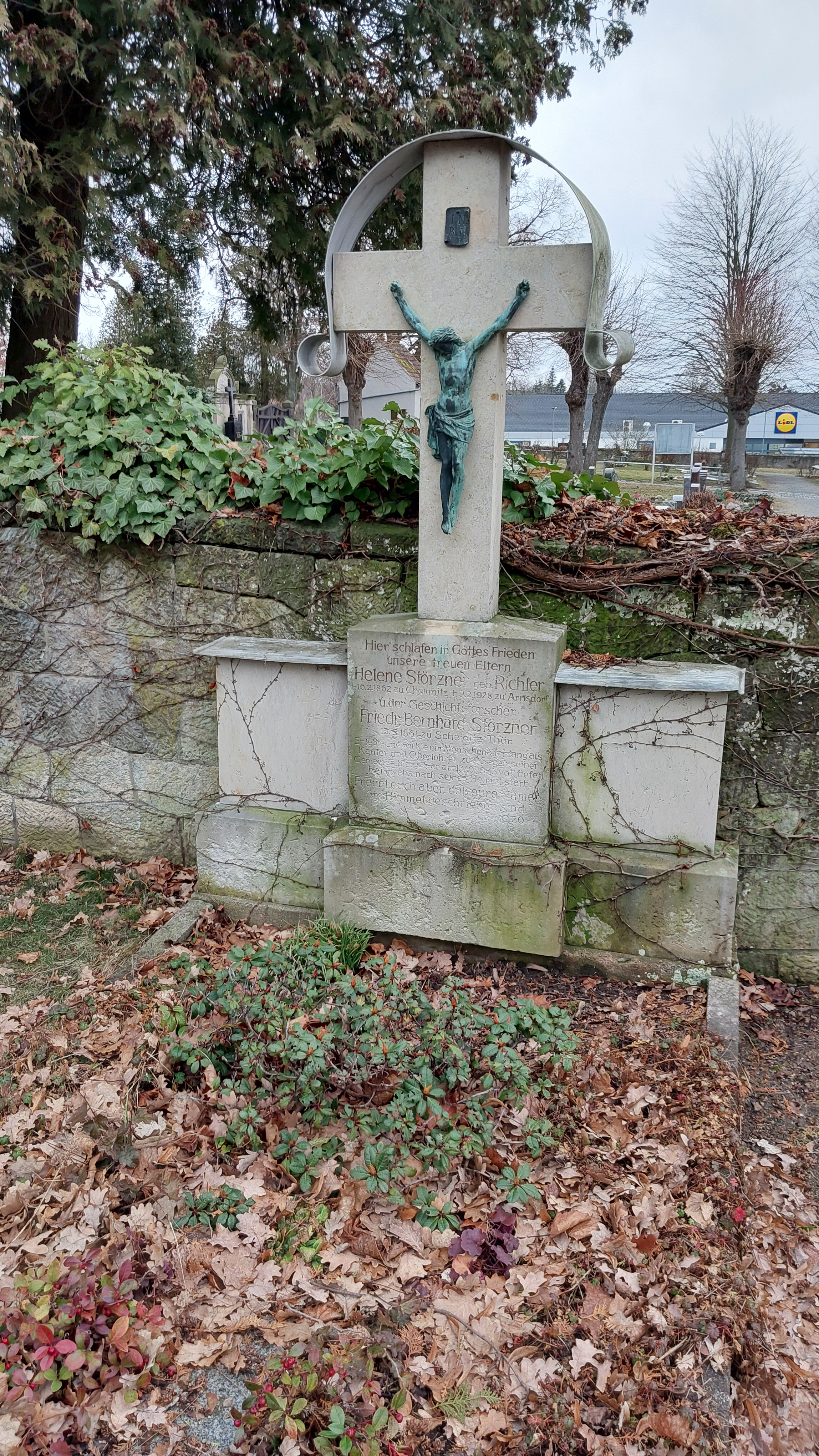
Grabmal von Ehefrau Helene und Friedrich Bernhard Störzner auf dem Friedhof in Arnsdorf

Friedrich Bernhard Störzner (* 21. Mai 1861 in Scheiditz; † 13. Oktober 1933 in Arnsdorf) war Kantor und Lehrer in Arnsdorf. Er verfasste mehrere heimatkundliche Bücher.

## Leben
Friedrich Bernhard Störzner wurde als Sohn eines Bauern geboren. Bereits in seiner Kindheit weckte sein Vater das Interesse an Sagen und Heimatkunde. Nach Abschluss des Gymnasiums und dem Besuch des Lehrerseminars in Annaberg, Sachsen arbeitete Störzner erst als Hilfslehrer und anschließend als ständiger Lehrer in Reichenhain bei Chemnitz. Im Jahr 1885 wurde er nach Arnsdorf abberufen, um dort eine Stelle als Lehrer einzunehmen. Nach kurzer Zeit war er bereits Mitglied in sämtlichen Vereinen des Ortes, wie dem Imkerverein, dem Bezirkslehrerverein, dem Kirchen- und Schulvorstand sowie dem Verein für sächsische Volkskunde. Im Jahr 1901 bekam er den Titel „Kantor“ verliehen. 1924, im Alter von 63 Jahren, wurde er im Zuge des Beamtenabbaugesetzes von 1923 als Schulleiter in den Ruhestand versetzt. Am 9. Februar 1928 starb seine Ehefrau Helene Störzner (* 16. Feb. 1862 in Chemnitz, geb. Richter). Dieser Verlust stellte einen tiefen Einschnitt in Störzners Leben dar, der seine Schaffenskraft beeinträchtigte. 1932 legte er schließlich sein Amt als Kantor in Arnsdorf nieder.
In zahlreichen Wanderungen erforschte Störzner seine sächsische Heimat, verfasste Berichte, sammelte Sagen und Bilder. Er veröffentlichte zahlreiche Hefte und Broschüren zu Ortschaften rings um Arnsdorf, schrieb unzählige Zeitungsartikel über die unmittelbare Umgebung und bearbeitete heimatkundliche Themen zur Lausitz, zum Elbtal, dem Erzgebirge und zu Thüringen.
Sein bedeutendstes Werk ist das Buch Was die Heimat erzählt (1904), welches mit Zeichnungen der Maler Oskar Seyffert und F. Rowland illustriert ist. Es behandelt die Westlausitz, das Radeberger Land sowie Bad Schandau und Sebnitz.
Störzner war Mitglied im Gebirgsverein für die Sächsische Schweiz Sektion Radeberg und hat zusammen mit dem Radeberger Theodor Arldt und anderen Historikern als Mitautor an dem als Festgabe zum 50-jährigen Jubiläum des Gebirgsvereins 1927 im Auftrag des Gesamtvorstandes von Alfred Meiche herausgegebenen Mühlenbuch – Von Mühlen und Müllern im Arbeitsgebiet des Gebirgsvereins für die Sächsische Schweiz (Dresden, Verlag A. Urban 1927) maßgeblich mitgearbeitet.
Als Störzner 1933 stirbt, hinterlässt er zumindest zwei Kinder mit seiner Frau Helene. Am Grabstein wird er von diesen als "Geschichtsforscher" und "Oberlehrer" bezeichnet.
Störzners Grab befindet sich auf dem Arnsdorfer Friedhof. Es wurde 1993, vor seinem 60. Todestag, restauriert. Aus gleichem Anlass gab die Gemeinde Arnsdorf im Oktober 1993 ein 58 Seiten umfassendes Heft heraus, das einige seiner gesammelten Sagen und biografische Informationen enthält.

## Publikationen
- Wie ist in den Gemeinden der Sinn für die Geschichte der Heimat zu wecken und zu pflegen? Verlag Arwed Strauch, Leipzig, 1903
- Badeort Augustusbad bei Radeberg und seine Umgebung. mit Berücksichtigung geschichtlicher Erinnerungen. Hrsg.: Badedirektion, Liegau-Augustusbad. Süss, Leipzig 1899 (Doppelbl., 66 S. : Ill.). 2. Auflage bei Süss, Leipzig 1902
- Wie ist in den Gemeinden der Sinn für die Geschichte der Heimat zu wecken u. zu pflegen? ein Vortrag. Arnsdorf in Sachsen 1901 (15 Seiten).
- Was die Heimat erzählt. Sagen, geschichtliche Bilder und denkwürdige Begebenheiten aus Sachsen. Beiträge zur Sächsischen Volks- und Heimatkunde. Verlag Arwed Strauch, Leipzig 1904 (Was die Heimat erzählt bei Wikisource).
  - Was die Heimat erzählt Sagen, geschichtliche Bilder und denkwürdige Begebenheiten aus Sachsen. Hrsg.: Michael Seidel. Teil 1–2. Naumburger Verlagsanstalt, Naumburg 2007, ISBN 978-3-86156-075-3 (Nachdruck der Ausgabe Leipzig, Strauch; in Fraktur).
  - Was die Heimat erzählt Sagen, geschichtliche Bilder und denkwürdige Begebenheiten aus Sachsen. 1. Auflage. Saxoniabuch., Dresden 2014, ISBN 978-3-95770-022-3 (Nachdruck der Ausgabe Leipzig, Strauch; in Fraktur).
- Reinhardtswalder Sagenbüchlein. Zur Erinnerung an das Waldfest im wüsten Dorfe Reinhardtswalde am 15. Juni 1924 herausgegeben als eine Festgabe. Buchhandlung Otto Schmidt, Arnsdorf in Sachsen 1924 (Reinhardtswalder Sagenbüchlein bei Wikisource – 20 S.: Ill.; 16 [Umschlagt.]).
- Was unsere Heimat erzählt. W. Volkmann, Dresden-A, Dürerstr. 15.
  - Die Masseney in Sage und Geschichte. In: Was unsere Heimat erzählt. Band 1. W. Volkmann, Dresden-A, Dürerstr. 15 1927 (100 S. : mit Abb. ; 8).
  - Der Karlswald und seine Umgebung. Sagen und Geschichten. In: Was unsere Heimat erzählt. Band 2. W. Volkmann, Dresden-A., Dürerstr. 15 1929 (100 S. ; 8).
  - Michael Seidel (Hrsg.): Was die Heimat erzählt Sagen, geschichtliche Bilder und denkwürdige Begebenheiten aus Sachsen. Teil 3. Naumburger Verlagsanstalt, Naumburg 2010, ISBN 978-3-86156-147-7 (Nachdruck der Ausgabe Dresden; in Fraktur).
- Holzlandsagen. Sagen, Märchen und Geschichten aus den Vorbergen des Thüringer Waldes. 3. Aufl., überarb. u. erg. / von Friedrich Bernhard Störzner. Wartig's Verlag, Leipzig 1935 (Heimatgeschichtliches aus dem Altenburger Westkreise,/ gesammelt und erzählt von Kurt Greß und Viktor Lommer. Dritte Auflage überarbeitet und ergänzt von Friedrich Bernhard Störzner. 238 Seiten: Mit 28 Bildern; 8; Spätere Auflagen erschienen unter dem Titel: Heinecke, Paul: Holzlandsagen).